# Petisah Tengah
Petisah Tengah is een bestuurslaag in het regentschap Medan van de provincie Noord-Sumatra, Indonesië. Petisah Tengah telt 9122 inwoners (volkstelling 2010).